# Trichosporon lignicola
Trichosporon lignicola är en svampart som först beskrevs av Diddens, och fick sitt nu gällande namn av Fell & Scorzetti 2004. Trichosporon lignicola ingår i släktet Trichosporon och familjen Trichosporonaceae.   Inga underarter finns listade i Catalogue of Life.